# Rangkang
Rangkang is een bestuurslaag in het regentschap Probolinggo van de provincie Oost-Java, Indonesië. Rangkang telt 2276 inwoners (volkstelling 2010).